# Horst Kläuser
Horst Kläuser (* 26. Februar 1956 in Remscheid) ist ein deutscher Journalist und Moderator.

## Leben
Kläuser ist Sohn einer Finnin und eines Deutschen. Sein Vater war Werkzeuggroßhändler. Kläuser wuchs in Remscheid auf, wo er 1974 das Abitur am Leibniz-Gymnasium ablegte. Anstatt in das väterliche Unternehmen einzutreten, begann er im Spätsommer 1974 für den Remscheider General-Anzeiger zu schreiben. Zur gleichen Zeit begann er sein Studium der Kunstwissenschaften, Publizistik und Skandinavistik an der Westfälischen Wilhelms-Universität Münster. Später wechselte er zu den Politikwissenschaften bei Norbert Konegen und Wichard Woyke. 
1977 bewarb er sich beim Westdeutschen Rundfunk, seinerzeit noch im Bergischen Büro Wuppertal. Nach langer, freier Mitarbeit beim WDR und mehreren Zeitverträgen wurde Kläuser im Herbst 1983 fest angestellt.
In der Folge arbeitete Kläuser vorwiegend für die Hörfunksendungen von WDR 2 als Redakteur, Reporter und Moderator. 1993 wurde er nach einer von ihm mitgestalteten Programmreform zum Redaktionsleiter ernannt. 1992 arbeitete er erstmals als Korrespondent in New York und bei den Vereinten Nationen. 1994 berief ihn die ARD zum „grünen Reporter“ für die nicht-sportliche Rahmenberichterstattung während der Fußball-Weltmeisterschaft 1994 in den USA. 1996 wechselte er ins WDR/NDR-Hörfunkstudio nach Washington, D.C., wo er bis Februar 2002 als USA-Korrespondent arbeitete. In dieser Zeit berichtete er unter anderem über die Lewinsky-Affäre, die Präsidentschaftswahl 2000 und die Terroranschläge am 11. September 2001. 2002 berief ihn die ARD zum Radiokorrespondenten für die GUS.
Zu Beginn des Jahres 2008 kehrte Kläuser als WDR2-Chefreporter nach Köln zurück. Er war außerdem Redaktionsleiter und Moderator der Weltzeit, der einzigen Auslandssendung im WDR-Hörfunk. Im Mai 2017 verabschiedete er sich als Moderator von den WDR 2-Hörern.

## Sonstiges
Schon früh begann Kläuser auch außerhalb des WDR für Verbände und Stiftungen zu moderieren und rief im Oktober 1982 eine Talkshow im Remscheider Stadttheater ins Leben. Bis ca. 1994 fand diese Talkshow unter dem verballhornten Titel „Kall nit – talk!“ rund 60 Mal statt. Im November 2012 erfolgte nach 17-jähriger Pause im Teo Otto Theater ein Neustart.
1989 wurde Kläuser Mitglied im Rotary Club. 2005 gründete er in Moskau den ersten deutschsprachigen Rotary Club, dessen Präsident er bis 2007 blieb. Seit April 2017 ist er Präsident und Mitgründer des Rotary Clubs Köln-Rodenkirchen Riviera. Kläuser engagiert sich über seine Heimatstadt hinaus für wohltätige Organisationen und organisiert Spendenaufrufe und Galas, z. B. anlässlich der Elbflut 2002 in Pirna, des Erdbebens in Japan 2011 und des Krieges in der Ukraine 2022.
Kläuser lebt mit seiner Frau in Remscheid.